# Piève (Haute-Corse)
Pour les articles homonymes, voir Piève.
Piève est une commune française située dans la circonscription départementale de la Haute-Corse et le territoire de la collectivité de Corse. Le village appartient à l'ancienne piève de San Quilico, dans le Nebbio.

## Géographie

### Situation
Piève est une commune du Nebbio (Nebbiu en langue corse), une microrégion située au nord de la Corse, entre la Balagne et la plaine de la Marana. Elle faisait partie de l'ancienne piève de Santo Quilico dans l'ancienne province du Nebbio.
Communes limitrophes

### Géologie et relief
Le massif du Tenda fait partie de la formation schisteuse au nord-est de la Corse.
Au nord de la commune se trouvent des collines qui reposent en partie sur des formations calcaires, dans le prolongement du petit chaînon calcaire ceinturant le golfe de Saint-Florent et qui comporte monte Sant'Angelo, Monte a Mazzola, Monte Gupio et Monte Revincu.
La commune est adossée au massif du Tenda sur près de 1,5 km. Son territoire est une longue bande de terre étroite qui s'étale dans la Conca d'Oro, la riche plaine du Nebbio, depuis la ligne de crête du Tenda allant de la Bocca di Tenda (1 219 m) à la Punta di Paganelle (1 426 m), jusqu'aux flancs méridionaux du Monte Gupio (323 m) en limite du désert des Agriates.
Ce territoire se compose de :
- au sud-ouest, dans le secteur le plus haut, la haute vallée du ruisseau de Bocca Pitese (ou ruisseau de Stollu)[1] ;
- au sud, secteur plus bas, une cuvette que sépare en deux un petit chaînon montagneux avec un culmen à 761 m d'altitude, orientant d'une part le ruisseau de Carpiniccia vers l'Aliso dans la plaine du Nebbio, d'autre part le ruisseau de la Méria (ou ruisseau de Castagneto) (source sous le Monte Buggientone, « à cheval » sur Sorio et Piève, à 1 077 m d'altitude)[2] vers le Bevinco qui se déverse dans l'étang de Biguglia ;
- au centre, sous les 500 m d'altitude, la zone urbanisée ;
- au nord enfin, jusqu'à l'altitude de 10 m au gué sur l'Aliso de la route de Saint-Florent à Rapale, une partie de la fertile plaine alluviale de la Conca d'Oro qu'arrose la rivière.

La commune n'a pas de façade maritime.

### Hydrographie

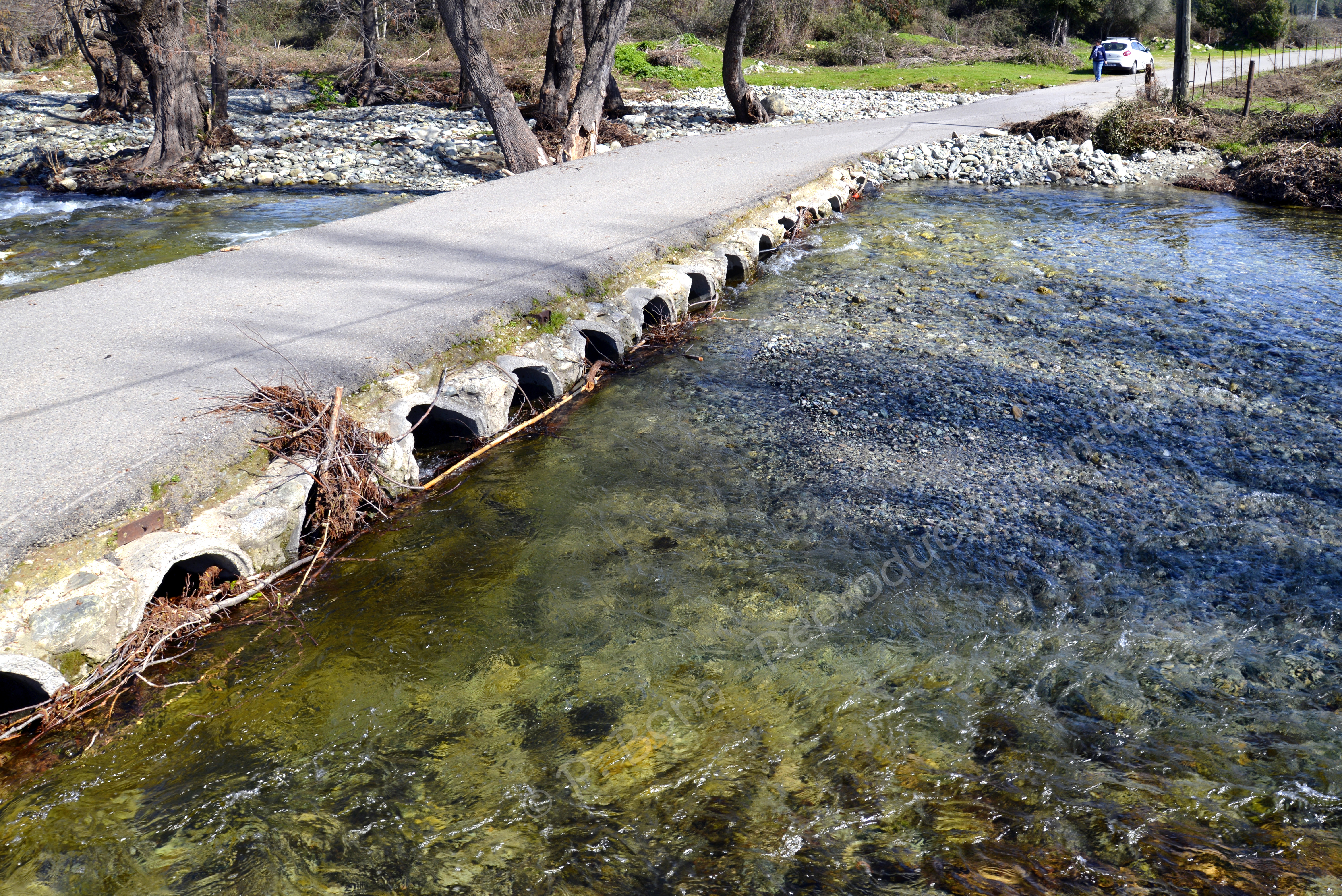
Gué sur l'Aliso.

Le réseau hydrographique est dense dans cette zone au relief accidenté, constitué de nombreux vallons. La plupart des cours d'eau sont tributaires de la rivière Aliso qui s'écoule vers le nord et se jette dans le golfe de Saint-Florent. D'autres sont tributaires du Bevinco dont les eaux versent dans la mer Tyrrhénienne.
Le principal cours d'eau est la rivière Aliso qui longe d'abord une partie occidentale de son territoire, avant de le pénétrer par trois fois dans sa partie septentrionale. Au cours de la dernière traversée, l'Aliso reçoit sur sa rive gauche, les eaux de deux de ses principaux affluents : le ruisseau de Salti (autres noms : ruisseau de Cenderaia, ruisseau de Calastro), long de 8 km, et le ruisseau de Porraghia (autres noms : ruisseau de Ruaghiola, ruisseau de Tramontaioli, ruisseau de Striaio), long de 7,9 km, et qui a sa source sur Santo-Pietro-di-Tenda.
Au sud de Piève, le ruisseau de la Méria (ou ruisseau de Castagneto) est orienté à l'est et se déverse dans le Bevinco.

### Climat et végétation
Piève se trouve « sous le vent », protégée des forts vents d'ouest dominants sur les Agriates par la Serra di Tenda. Elle présente des paysages contrastés car soumis aux conditions climatiques des différents étages de végétation. Les hauteurs sont quasi nues, laissant la roche schisteuse apparente. Plus bas, la végétation est arborescente, faite de chênes verts. On y trouve des oliviers séculaires. Les ripisylves constituées essentiellement d'aulnes, de saules et de peupliers apportent une touche de fraîcheur. Le maquis y est impénétrable
Aux abords des Agriates, au nord-est communal, on retrouve l'aspect aride du Désert, avec des paysages faits de roches et d'un maquis méditerranéen classique, bas, formé pour l'essentiel de chênes verts, d'arbousiers, de bruyères, de lentisques, de genêts épineux, d'alaternes, de lauriers-tins, de cistes de Crête à fleurs roses, de cistes de Montpellier et cistes à feuilles de sauge à fleurs blanches, des romarins, des lavandes des îles d'Hyères et de moins fréquents genévriers cades.

### Voies de communication et transports

#### Accès routiers

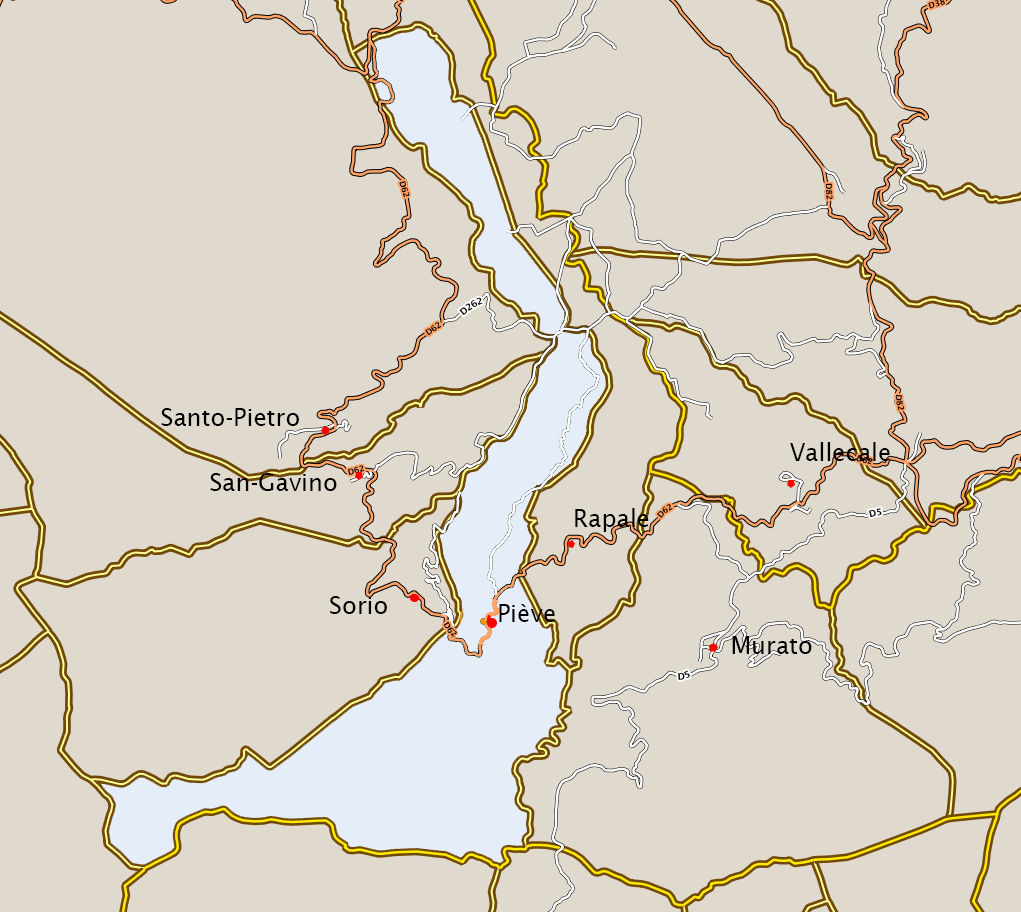
Routes d'accès à la commune.

Le village se trouve sur le tracé de la route D 62 longue de 26,5 km qui relie la D81 à la sortie orientale des Agriates à la D 82 au col de Santo Stefano. Il s'agit d'une route en corniche, étroite et sinueuse, desservant les villages en balcon du sud du Nebbio : Santo-Pietro-di-Tenda, San-Gavino-di-Tenda, Sorio, Piève, Rapale et Vallecalle. Au nord, la D 62 emprunte le territoire communal sur environ 650 m à partir de sa jonction avec la D 81.

#### Transports
Piève se trouve à 31 km du port de commerce de Bastia. L'aéroport le plus proche est l'aéroport de Bastia Poretta, à 28 km. La gare de Biguglia, gare la plus proche, est distante de 18 km.

## Urbanisme

### Typologie
Piève est une commune rurale, car elle fait partie des communes peu ou très peu denses, au sens de la grille communale de densité de l'Insee,,,.
Par ailleurs la commune fait partie de l'aire d'attraction de Bastia, dont elle est une commune de la couronne. Cette aire, qui regroupe 93 communes, est catégorisée dans les aires de 50 000 à moins de 200 000 habitants,.

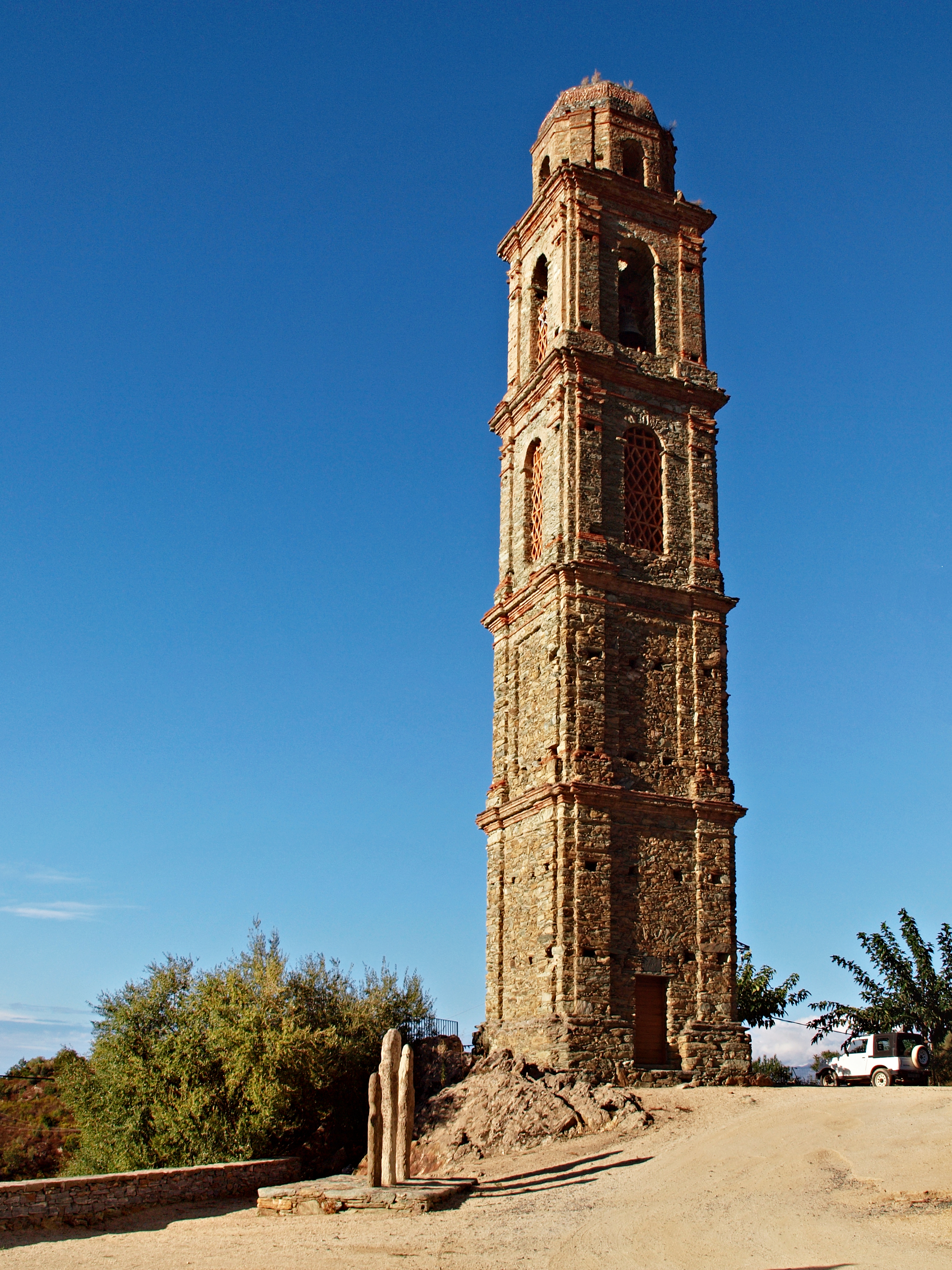
Clocher de l'église Saint-Cyr avec trois statues-menhirs à son pied.

### Occupation des sols
L'occupation des sols de la commune, telle qu'elle ressort de la base de données européenne d’occupation biophysique des sols Corine Land Cover (CLC), est marquée par l'importance des forêts et milieux semi-naturels (86,4 % en 2018), une proportion identique à celle de 1990 (86,4 %). La répartition détaillée en 2018 est la suivante : 
milieux à végétation arbustive et/ou herbacée (65,4 %), forêts (13,4 %), zones agricoles hétérogènes (11 %), espaces ouverts, sans ou avec peu de végétation (7,6 %), prairies (2,6 %). L'évolution de l’occupation des sols de la commune et de ses infrastructures peut être observée sur les différentes représentations cartographiques du territoire : la carte de Cassini (XVIIIe siècle), la carte d'état-major (1820-1866) et les cartes ou photos aériennes de l'IGN pour la période actuelle (1950 à aujourd'hui).

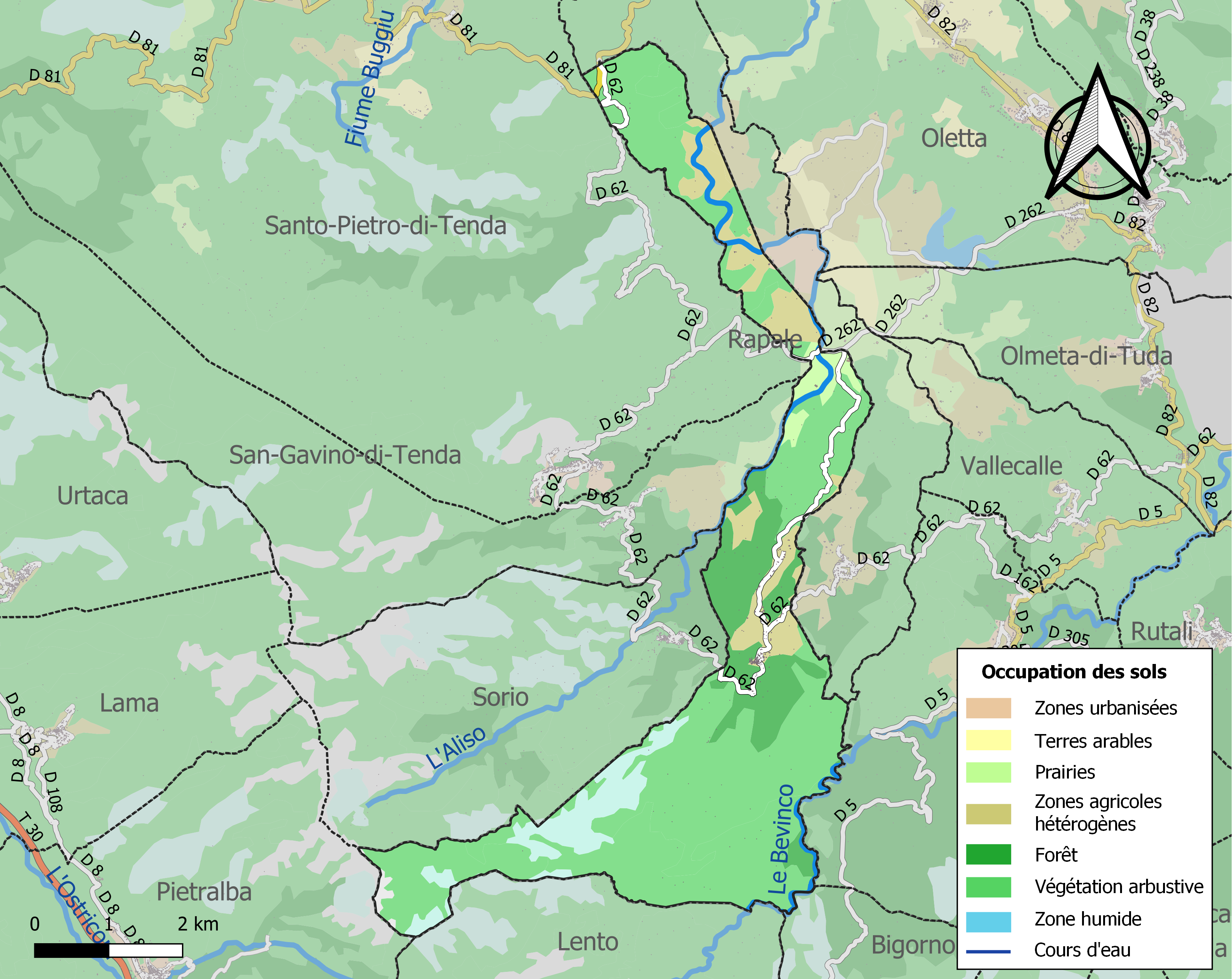
Carte des infrastructures et de l'occupation des sols de la commune en 2018 (CLC).

## Toponymie
Pieve veut aussi bien dire l'église qui porte ce titre que le territoire qui en dépend. 
Le piuvanu (plebanus ou piévan) est investi des fonctions et des prérogatives de la plebania (duquel on fait dériver piévanie), et d'autre part, a toutes les attributions socio-économiques et religieuses liées à la pieve édifice et circonscription.
La définition de Pieve qui est donnée par INFCOR, la banque de données de la langue corse, est : Ghjuridizzione, d’urigine religiosa, cumposta di parechje parochje è amministrata da un pievanu. À a revuluzione parechje pieve anu pigliatu l’appellazione di cantone

## Histoire

### Préhistoire

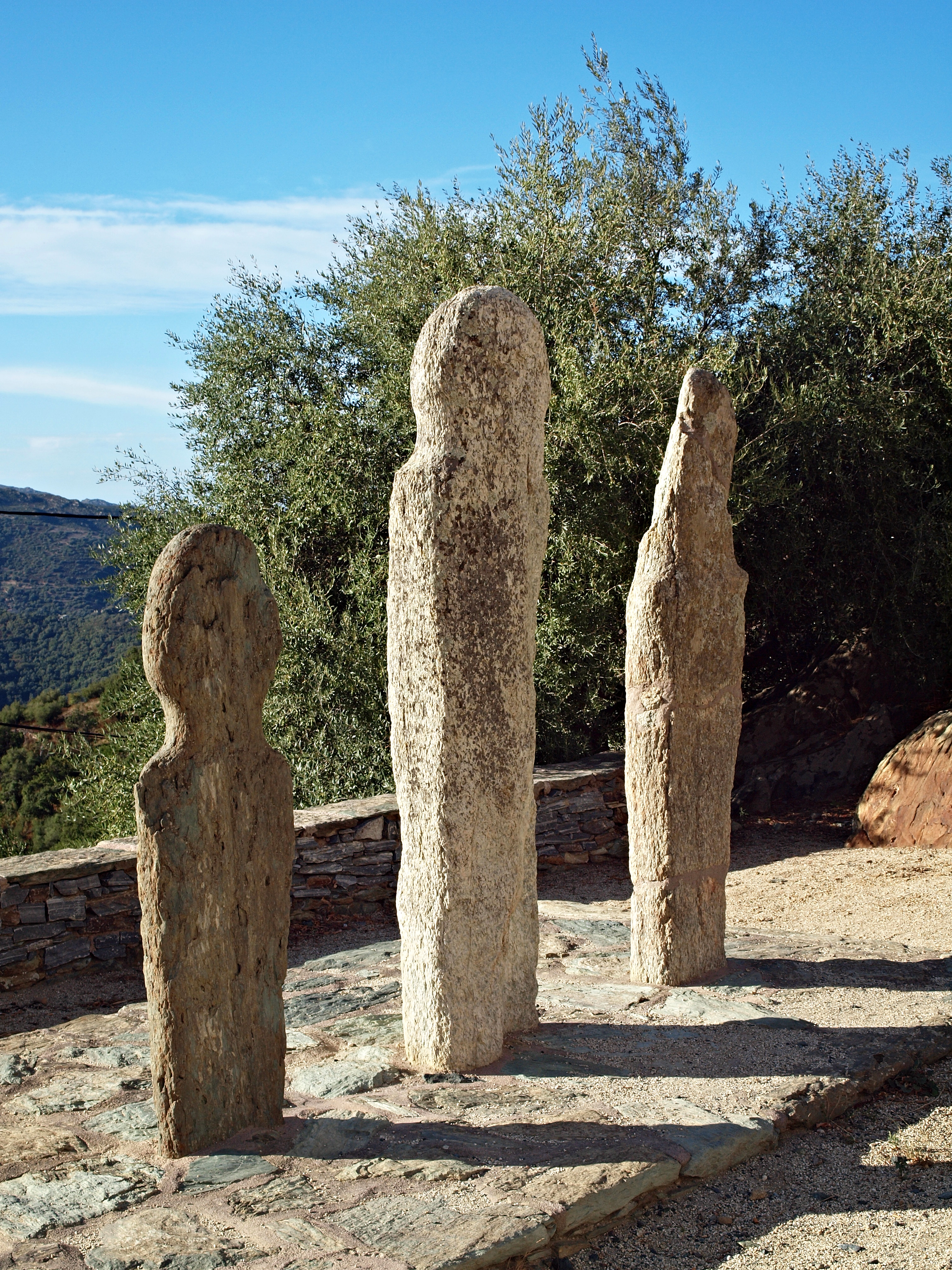
Statues menhirs ramenées de la bocca di Tenda

Le site était occupé depuis la préhistoire comme en témoignent les nombreux vestiges retrouvés. La présence humaine sur les hauteurs de la commune fréquentées à l'époque par les bergers, est témoignée par les trois statues-menhirs découvertes au col de Tenda (Bocca di Tenda). Déplacées, elles se trouvent aujourd'hui devant l'église Saint-Cyr.

### Moyen Âge
Au XIIe siècle, la Corse est reconquise par Ugo Colonna qui instaure un régime de féodalité populaire associant le peuple aux affaires. Ce régime populaire disparaît à partir de la mort d'Arrigo Bel Messere, sauf dans quelques régions comme le Nebbio ou le Celavo.
Au XIIIe siècle le Nebbio est dominé par Giovanninello de Pietr'Allarretta un « cortinchi » qui possède 12 châteaux au Nebbio.

### Temps modernes
Au début du XVIe siècle vers 1520, la Pieve était un des lieux habités de la pieve de Santo Quilico. La piève comptait environ 2 000 habitants répartis dans les lieux habités qui avaient pour nom : Soriu, la Pieve, Zigliani, Rapalle, la Juncha, la Carasincha, Morato Sottano, Morato Soprano, Loreto, Petra di Loreto.
- 1553 - L'hostilité des Corses envers les Génois, favorise l'occupation de la Corse par la France qui rallie à elle de nombreux insulaires.
- 1554 - Sampiero Corso, colonel-général français apparenté aux Ornano, écrase les Génois à la bocca di Tenda où Giacomo-Santo II Da Mare colonel français, petit-fils de Giacomo-Santo 1er  est tué.

Au début du XVIIIe siècle, la juridiction de la province du Nebbio couvrait cinq pievi civiles : Olmetta, Oletta, Farinole, Santo Pietro et Santo Quilico.
 
la Pieve de Santo Quilico comptait 950 habitants répartis dans les communautés de Morato soprano, Morato sottano 311 hab., Rapale 159 hab., Sorio et Croce 267 hab. et Pieve 185 hab..
Le diocèse du Nebbio couvrait cinq pievi religieuses : Canari, Nonza, Patrimonio, Santo Quilico et Santo Pietro.
- 1768 - Passant sous administration française, la pieve de Santo Quilico prend le nom de pieve de Tenda.
- 1789 - La Corse appartient au royaume de France.
- 1790 - Avec la Révolution française est créé le département de Corse.
- 1793 - Sont créés les départements de El Golo (l'actuelle Haute-Corse) et du Liamone (Corse-du-Sud). La commune portait le nom de Pieve. La pieve de Tenda devient le canton de Bivinco.
- 1801 - (an II) La commune porte encore le nom de Pieve et était le chef-lieu du canton de Bivinco qui a gardé son nom.
- 1811 - Il n'existe plus qu'un seul département, celui de Corse.
- 1828 - La commune prend le nom de Piève. Le canton de Bivinco devient le canton de Murato[15].

### Époque contemporaine
- 1954 - Le canton de Murato était formé des communes de Murato, Piève, Rapale et Rutali. Piève comptait 127 habitants en 1954[13].
- 1973 - Le canton du Haut-Nebbio est créé avec la fusion imposée des anciens cantons de Lama, Murato et Santo-Pietro-di-Tenda - chef-lieu Murato.
- 1975 - Sont créés les deux départements de Haute-Corse et de Corse-du-Sud.

## Politique et administration

### Liste des maires
| Période                                  | Période  | Identité           | Étiquette | Qualité  |
| ---------------------------------------- | -------- | ------------------ | --------- | -------- |
| avant 1868                               | ?        | Antoine Galeazzini |           |          |
| mars 2001                                | En cours | Jacques Linale     | DVG       | Retraité |
| Les données manquantes sont à compléter. |          |                    |           |          |

## Population et société

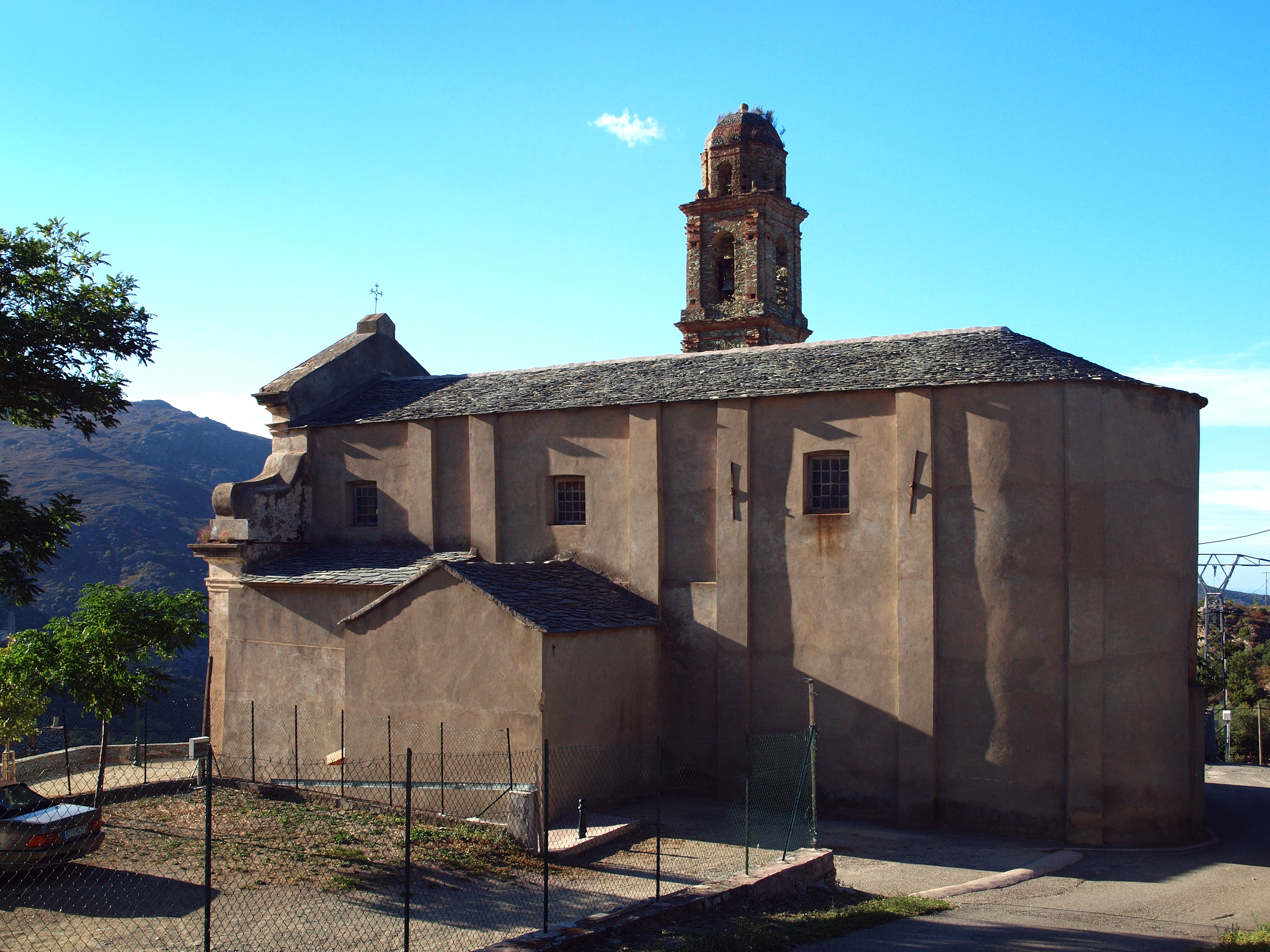
Église Saint-Cyr.

### Démographie
L'évolution du nombre d'habitants est connue à travers les recensements de la population effectués dans la commune depuis 1800. Pour les communes de moins de 10 000 habitants, une enquête de recensement portant sur toute la population est réalisée tous les cinq ans, les populations de référence des années intermédiaires étant quant à elles estimées par interpolation ou extrapolation. Pour la commune, le premier recensement exhaustif entrant dans le cadre du nouveau dispositif a été réalisé en 2006.

En 2022, la commune comptait 116 habitants, en évolution de +6,42 % par rapport à 2016 (Haute-Corse : +5,15 %, France hors Mayotte : +2,11 %).
| 1800 | 1806 | 1821 | 1831 | 1836 | 1841 | 1846 | 1851 | 1856 |
| ---- | ---- | ---- | ---- | ---- | ---- | ---- | ---- | ---- |
| 204  | 232  | 284  | 284  | 294  | 298  | 334  | 301  | 310  |

| 1861 | 1866 | 1872 | 1876 | 1881 | 1886 | 1891 | 1896 | 1901 |
| ---- | ---- | ---- | ---- | ---- | ---- | ---- | ---- | ---- |
| 330  | 325  | 315  | 329  | 347  | 336  | 359  | 408  | 308  |

| 1906 | 1911 | 1921 | 1926 | 1931 | 1936 | 1946 | 1954 | 1962 |
| ---- | ---- | ---- | ---- | ---- | ---- | ---- | ---- | ---- |
| 287  | 292  | 306  | 331  | 348  | 346  | 194  | 127  | 80   |

| 1968 | 1975 | 1982 | 1990 | 1999 | 2006 | 2011 | 2016 | 2021 |
| ---- | ---- | ---- | ---- | ---- | ---- | ---- | ---- | ---- |
| 61   | 61   | 61   | 75   | 85   | 114  | 119  | 109  | 114  |

| 2022 | - | - | - | - | - | - | - | - |
| ---- | - | - | - | - | - | - | - | - |
| 116  | - | - | - | - | - | - | - | - |

Piève a compté jusqu'à 408 habitants en 1896. En 1954 la commune comptait 127 habitants.

### Cultes
La paroisse (Église San Quìlicu) relève du diocèse d'Ajaccio.

### Manifestations et festivités
- 14 et 15 juillet fête patronale de saint Cyr (San Quilicu) et de sa mère sainte Julitte.

### Sports

#### Randonnées

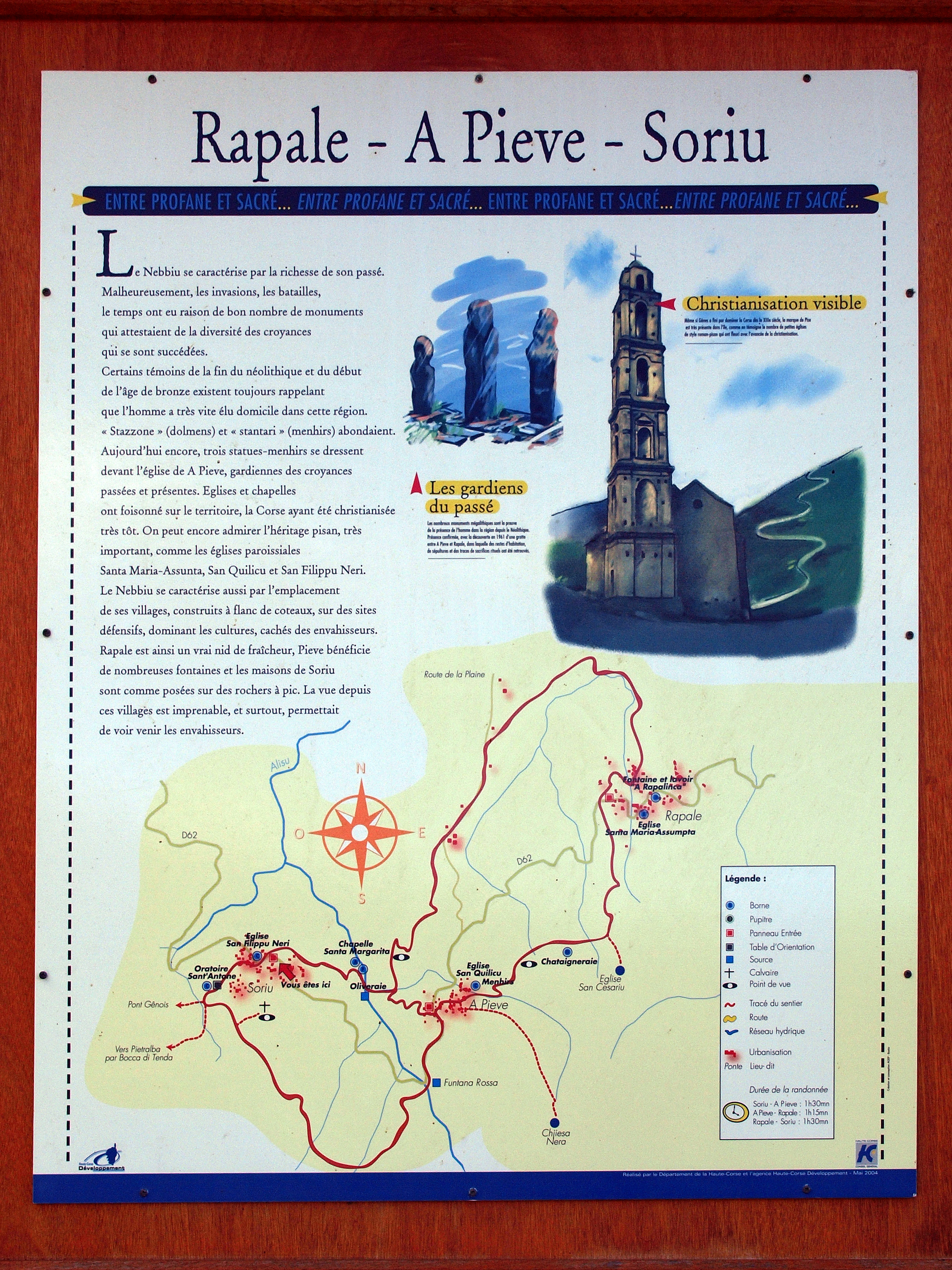
Sentier patrimonial

- Sentier « Entre profane et sacré ». Ce sentier patrimonial en boucle, relie les villages de Rapale, Piève et Sorio. Il y fait découvrir à la fois, des dolmens (stazzone) et menhirs (stantari), des édifices religieux hérités des Pisans, des fontaines et lavoirs, etc.
- D'autres sentiers muletiers permettent via Sorio au nord-ouest, de rejoindre Bocca di Tenda ainsi que le circuit randonnée du Monte Astu qui démarre à Lama et de se rendre aux ruines de la Chiesa Nera (662 m) au sud de la commune.

## Culture locale et patrimoine

### Lieux et monuments
- Trois statues-menhirs (stantari) : découvertes au col de Tenda (Bocca di Tenda) fortuitement, elles ont été déplacées pour être installées devant l'église paroissiale Saint-Cyr. Elles datent de 1400 à 1300 av. J.-C.. Elles seraient des monuments funéraires. Elles ont pour nom Murello, Bucentaure et Murtola.
- Monument aux morts.

#### Église Saint-Cyr

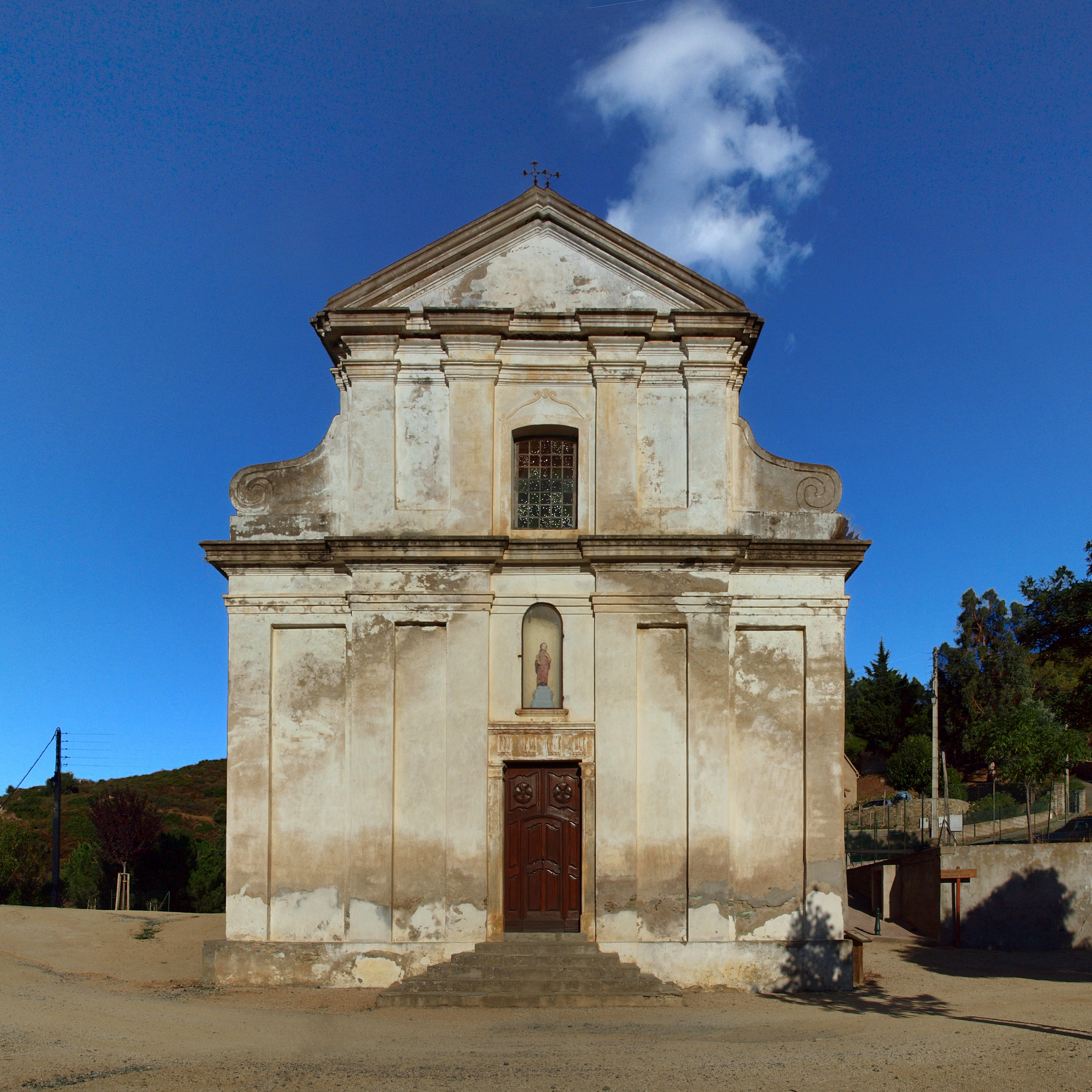
Église Saint-Cyr

L'église paroissiale Saint-Cyr (San Quìlicu) est un édifice remanié sur des bases médiévales. Elle a la particularité d'avoir un haut clocher (XIXe siècle) éloigné de l'église, haut de quatre étages, carré à sa base et coiffé d'un petit lanternon.
Elle est placée sous un double patronage : celui de saint Cyr et de sa mère Sainte Julitte (fêtés le 15 juillet), martyrisés sous Dioclétien.

#### Chiesa Nera
Chiesa Nera dont il ne reste que des ruines, était une église pisane située au sud de la commune, au sud-est du Monte Pietesco (702 m - Murato), à 662 m d'altitude sur la crête dominant le Bevinco.
On y accède par des sentiers muletiers depuis Piève et Murato.
4 photos des ruines existent dans la base Mémoire du Ministère de la Culture.

### Patrimoine naturel

#### ZNIEFF
Piève est concernée par deux zones naturelles d'intérêt écologique, faunistique et floristique (ZNIEFF) (2e génération) :
Crêtes Mont-Asto Mont Saint-Angelo
Situé dans le nord de l'île, le massif du Tenda assure la transition entre la chaîne du Cap Corse et celle de San Petrone en Castagniccia. La zone concerne neuf communes. Les crêtes du Tenda apparaissent très dénudées avec une végétation arborescente pratiquement absente. Les causes sont principalement liées à la déforestation pour la mise en culture de terrasses. Celles-ci sont encore bien visibles.
Grottes de Saint-Florent et Castiglioni 3 et vallée de l’Aliso
Le site concerne les communes d'Oletta, de Rapale et de Piève. 
La découverte de ces grottes par des spéléologues corses des I topi Pinuti (Groupe Chiroptères Corse), respectivement en 1989 et 1994, a eu d'importants développements scientifiques. Les campagnes de fouilles menées ont permis des découvertes paléontologiques. Ont été mis au jour des fossiles d’escargots et de prolagus, un lapin-rat et d’importants gisements d’os de gros mammifères (cerf, chien) datant du Pléistocène.
  
D'autre part, un éclat d’obsidienne daté d’environ 6 800 ans av. J.-C. a été trouvé dans une salle, nommée depuis la « Salle de l’obsidienne ». Cet éclat défini comme originaire de l’île de Palmarola sur la côte occidentale de l’Italie, témoigne de la présence de l’homme et des échanges entre les îles,.